# 黄金海岸 (西班牙)

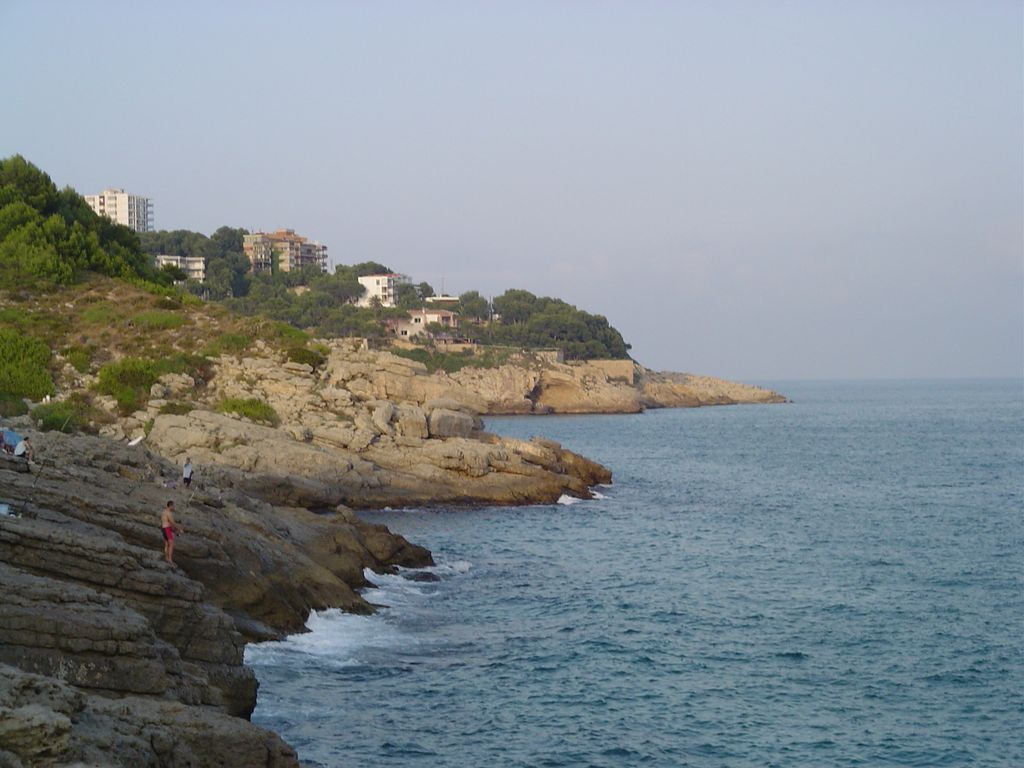
Salou

黄金海岸是西班牙加泰罗尼亚自治区塔拉戈纳省的一段海岸，从Cunit到埃布罗河河口。 
塔拉戈纳是黄金海岸的中心城市。

## 外部連結
- 游览黄金海岸，西班牙旅游的官方网页

41°00′43″N 0°55′56″E / 41.01194°N 0.93222°E